# I treni di Tozeur
Chansons représentant l'Italie au Concours Eurovision de la chanson
 Per Lucia
(1983)  Magic Oh Magic
(1985)
I treni di Tozeur (« Les trains de Tozeur ») est une chanson italienne, écrite par Franco Battiato, Saro Cosentino et Giusto Pio. La chanson participe au Concours Eurovision de la chanson 1984, chantée par Alice et Franco Battiato et se classe 5e.

## Histoire
I treni di Tozeur est une chanson qui a représenté l'Italie lors du concours Eurovision de 1984. Elle a été interprétée par Alice et Franco Battiato. La chanson a terminé en cinquième position avec 70 points.
Au début de 1984, la télévision italienne RAI  demanda à Franco Battiato de représenter le pays dans l'événement musical de l'année. L'artiste a été inspiré par l'histoire du train Tozeur (du nom de la ville tunisienne de Tozeur) quand, en vacances en Tunisie, il a vu une ligne de chemin de fer dans le milieu désertique et a imaginé le passage d'un train. Il écrit les paroles avec Rosario Cosentino et demande à  Alice, qui a déjà remporté le Festival de Sanremo en 1981 avec une chanson composée par Battiato, de l’interpréter en duo avec lui. 

La structure de I treni di Tozeur est très différente de celle de la plupart des chansons Eurovision, qui étaient des compositions pop. Sur scène, outre Alice et Battiato, trois mezzo-sopranos ont chanté en allemand un passage de la septième scène du deuxième acte de « La Flûte enchantée » de Mozart

« Doch wir wollen zeigen ihn dir / und mit du wirst Staunen Sehn / Dass er Herz dir geweiht Sein »

— Mais nous te le montrerons, et tu verras avec étonnement qu'il te consacre son cœur.
La chanson qui figurait parmi les favoris termine finalement 5e sur 19 participants avec 70 points, recevant le maximum de points (12) de l'Espagne et de la Finlande.

## Répercussion
Bien que l’Italie n’ait pas gagné au Concours Eurovision de la chanson, I treni di Tozeur est le thème qui a eu le plus d’impact au niveau européen cette année-là. Dans son pays, Franco Battiato a été le numéro un des ventes un mois après le concours et la chanson est restée le single le plus vendu pendant plusieurs semaines.

### Classement
| Classement (1984) | Position maximale |
| ----------------- | ----------------- |
| Belgique          | 30                |
| Italie            | 3                 |
| Pays-Bas          | 15                |
| Suisse            | 18                |

## Postérité
Dans une version studio chantée uniquement par Battiato, la chanson est incluse dans son album Mondi Lontanissimi (1985). Par la suite elle est enregistrée en anglais et espagnol respectivement sous le titre The trains of Tozeur et Los trenes de Tozeur figurant sur les albums Echoes of Sufi Dances et Ecos de Danzas Soufi . En 1994 Battiato enregistre une interprétation de la chanson avec un orchestre symphonique pour son album live Unprotected .
Alice a également enregistré des versions solo de la chanson, pour les albums Elisir (1987) et Personal Jukebox (1999), ce dernier avec l'accompagnement de l'Orchestre philharmonique de Londres, arrangé et réalisé par Gavyn Wright. L'original en duo de 1984 figure sur l’album rétrospective Studio Collection de 2005, vingt-et-un ans après l'enregistrement original.
Le morceau figure sur la bande sonore du film La messe est finie (La messa è finita) de  Nanni Moretti sorti en 1985.